# Trichorthosia parallela
Hypotrix parallela là một loài bướm đêm trong họ Noctuidae.